# José Domingo Costa y Borrás
José Domingo Costa y Borrás (Vinaròs, 13 gennaio 1805 – Tarragona, 14 aprile 1864) è stato un arcivescovo cattolico spagnolo.

## Biografia
Docente di diritto canonico nell'Università di Valencia dal 1829, fu ordinato prete nel 1831.
Il governo di Baldomero Espartero lo privò della cattedra, ma riottenne l'incarico di professore nel 1843.
Partecipò ai lavori per la preparazione del concordato tra Spagna e Santa Sede del 1851.
Eletto vescovo di Lérida nel 1847, fu consacrato il 19 marzo 1848 a Madrid. Fu trasferito alla sede di Barcellona nel 1850 e nel 1857 fu promosso alla sede metropolitana di Tarragona.
Nel 1850 fondò a Mataró la congregazione delle Missionarie dell'Immacolata Concezione della Beata Vergine Maria, finalizzato all'educazione cristiana e alle opere di carità.
Fu pubblicista e apologeta. Pubblicò numerosi opuscoli e lettere pastorali contro le idee liberali e in difesa delle immunità ecclesiastiche. Per il suo atteggiamento,tra il 1854 e il 1856 fu confinato dal governo prima a Madrid e poi a Cartagena.
Nel 1858 fu nominato senatore del Regno.
Fu cavaliere di gran croce degli ordini di Carlo III e di Isabella la Cattolica, membro del consiglio reale, prelato domestico e assistente al Soglio Pontificio.

## Genealogia episcopale e successione apostolica
La genealogia episcopale è:
- Cardinale Scipione Rebiba
- Cardinale Giulio Antonio Santori
- Cardinale Girolamo Bernerio, O.P.
- Arcivescovo Galeazzo Sanvitale
- Cardinale Ludovico Ludovisi
- Cardinale Luigi Caetani
- Cardinale Ulderico Carpegna
- Cardinale Paluzzo Paluzzi Altieri degli Albertoni
- Papa Benedetto XIII
- Papa Benedetto XIV
- Papa Clemente XIII
- Cardinale Marcantonio Colonna
- Cardinale Giacinto Sigismondo Gerdil, B.
- Cardinale Giulio Maria della Somaglia
- Cardinale Luigi Lambruschini, B.
- Cardinale Giovanni Brunelli
- Arcivescovo José Domingo Costa y Borrás

La successione apostolica è:
- Vescovo Josep Caixal i Estradé (1853)
- Vescovo Miguel José Pratmans Llambés (1860)
- Arcivescovo José Raimundo Benito Vilamitjana y Vila (1862)
- Arcivescovo Constantino Bonet y Zanuy (1862)